# 上士幌線
もしかして
- 士幌線

ではありませんか？